# Христианский межконфессиональный консультативный комитет стран СНГ и Балтии
Христианский межконфессиональный консультативный комитет стран СНГ и Балтии — объединение христианских церквей, собранное представителями этих церквей с консультативными целями, и ставящее перед собой задачи отстаивания традиционных семейных и общечеловеческих ценностей в современном мире.

## Описание

### Состав комитета
По состоянию на 9 февраля 2010 года, в состав комитета входят следующие отдельные христианские церковные объединения и организации:
- Армянская Апостольская Церковь;
- Виленско-Литовская епархия Русской православной церкви;
- Грузинская Православная Церковь;
- Евангелическо-лютеранская Церковь в Литве;
- Евангелическо-лютеранская церковь в России, на Украине, в Казахстане и Средней Азии;
- Евангелическо-лютеранская Церковь Ингрии;
- Евангелическо-лютеранская Церковь Латвии;
- Латвийская Православная Церковь;
- Православная Церковь в Молдове;
- Римско-Католическая Церковь в Белоруссии;
- Римско-Католическая Церковь в Латвии;
- Римско-Католическая Церковь в Литве;
- Римско-Католическая Церковь в России;
- Римско-Католическая Церковь на Украине;
- Российская церковь христиан веры евангельской;
- Российский объединённый союз христиан веры евангельской;
- Российский союз евангельских христиан-баптистов;
- Русская православная церковь;
- Союз христиан-адвентистов седьмого дня;
- Украинская Православная Церковь Московского Патриархата;
- Эстонская Евангелическо-лютеранская Церковь;
- Эстонская Православная Церковь Московского Патриархата.

### Декларация комитета
Мы, собравшиеся в Москве представители христианских Церквей стран СНГ и Балтии, — православные, католики и протестанты — считаем необходимым возвысить свой голос в защиту традиционных норм христианской нравственности. Выражаем обеспокоенность отходом от традиционных принципов христианской этики в некоторых христианских общинах. Тем самым размываются границы между добром и злом, и люди теряют надежные и верные ориентиры на пути ко спасению… 

…Перед лицом внешнего мира мы желаем совместно отстаивать основополагающие истины христианского вероучения. 

Мы убеждены, что христианские общины не могут возглавлять люди, открыто признающие нормой то, что Писание прямо называет грехом, не желающие каяться в нем и исправляться (Тит. 1, 7—10). 

Мы выступаем в защиту человеческой жизни от зачатия до её естественного конца. Человек не вправе обрывать свою или чужую жизнь на любой её стадии, а поэтому убийство, аборт и эвтаназия являются для христианской традиции смертными грехами. 

Мы считаем недопустимыми такие эксперименты над человеческой природой, как клонирование людей и получение стволовых клеток из убитых человеческих зародышей. 

Мы признаем брачный союз мужчины и женщины богоустановленной формой семейных отношений (Быт. 2:23, 24). Так называемые однополые союзы не могут приравниваться к браку. Общество, стремясь к благополучию, должно поддерживать институт семьи как союз одного мужчины и одной женщины и создавать условия для рождения и воспитания детей. 

Мы готовы совместно действовать со всеми христианами, кто разделяет нашу позицию, и вести диалог с теми, кто не согласен с нашей точкой зрения.

## История комитета
Христианский межконфессиональный консультативный комитет был создан в соответствии с решением Международной межконфессиональной конференции «Призваны к одной надежде в союзе мира (Еф. 4, 3-4)», прошедшей в Минске с 1 по 3 октября 1996 года. Как сообщил Патриарх Алексий в своем докладе на Архиерейском соборе РПЦ в 2017 году: "Принято решение о создании Христианского межконфессионального консультативного комитета, работа по организационному оформлению которого сейчас ведется". ХМКК считает себя правопреемником Комитета продолжения работы (КОПР) Межконфессиональной конференции «Христианская вера и человеческая вражда», прошедшей в Москве с 27 по 29 июня 1994 года.
Встреча первых сопредседателей ХМКК: митрополита Кирилла (РПЦ), архиепископа Тадеуша Кондрусевича (РКЦ) и пастора Петра Коновальчика (РСЕХБ) прошла на Второй европейской экуменической ассамблеи в Граце (Австрия) в июне 1997 года.  Регулярная работа комитета началась в 1998 году после встречи первых трех сопредседателей 25 ноября 1998 года.  В 2001 году проведена христианская межконфессиональная молодёжная конференция «Христианство в третьем тысячелетии». В 2002 году работа комитета была приостановлена в связи со сложностями, возникшими в межконфессиональных отношениях. В феврале 2007 года в ходе встречи в Москве представителей христианских Церквей и общин СНГ и Балтии накануне Третьей европейской экуменической ассамблеи в Сибиу (Румыния) была выдвинута инициатива о восстановлении деятельности этой организации.
2 октября 2008 года комитет возобновил свою работу. Заседание прошло в Москве, в Паломническом центре Московского патриархата. 4 февраля 2010 года в Москве состоялось очередное пленарное заседание посвященное теме «Христианская семья — „малая церковь“ и основа здорового общества».
В 2011 году одним из первых событий в жизни ХМКК было прошедшее совещание «Сотрудничество религиозных и общественных организаций в области демографической политики». Совещание состоялось в Москве 4 марта 2011 г. Согласно итоговому документу совещания, участники согласились провести в мае 2011 года в Москве конференцию, посвящённую демографической политике страны и ситуации с демографией.

## Руководство

### Совет
Совет — высший орган комитета.
Формируется церквами — участниками из числа своих официальных представителей.
В компетенцию Совета входит:
- утверждение годового плана работы комитета, сметы расходов и отчётов об их выполнении;
- избрание Сопредседателей;
- избрание исполнительного секретаря;
- избрание ревизионной комиссии и утверждение её ежегодных отчетов;
- принятие резолюций и заявлений от имени комитета;
- утверждение договоров о сотрудничестве и совместной деятельности комитета с другими организациями;
- принятие решений о вступлении комитета в союзы, ассоциации и выходе из них.

Заседания созываются по инициативе Сопредседателей не реже двух раз в год.
На заседаниях Совета поочередно председательствуют Сопредседатели комитета.
Решения считаются принятыми при достижении консенсусе всех Сопредседателей.

### Сопредседатели Совета
Сопредседателями Совета ХМКК являются представители:
- Православия: Русской православной церкви (Московский патриархат)
- Католицизма: Римско-Католической Архиепархии Божией Матери в Москве
- Протестантизма: Российского Союза евангельских христиан-баптистов (1998-2016 гг.); Евангелическо-Лютеранской церкви в России (2017- настоящее время)

Сопредседатели избираются сроком на 2 года с правом неоднократного переизбрания на новый срок. Сопредседатели:
- осуществляют руководство текущей деятельностью комитета в период между заседаниями Совета,
- подписывают протоколы его заседаний и принимаемые им решения,
- представляют интересы комитета во всех отечественных и иностранных организациях,
- по поручению Совета подписывают резолюции и заявления от имени комитета, договоры о сотрудничестве и совместной деятельности комитета с другими организациями.
- по поручению Совета могут выполнять другие полномочия.

#### Действующие сопредседатели Совета[10]
- Митрополит Волоколамский, викарий Патриарха Московского и всея Руси Иларион (Алфеев) — председатель Отдела внешних церковных связей Московского Патриархата.
- Архиепископ — митрополит Паоло Пецци — ординарий Римско-Католической Архиепархии Божией Матери в Москве.
- Архиепископ Евангелическо-Лютеранской Церкви в России Дитрих Брауэр

## Направления деятельности
Главными направления деятельности комитета:
1. проведение исследований и разработка рекомендаций в области современных межконфессиональных и межрелигиозных отношений, поиск новых подходов в деле укрепления мира, достижения общественного согласия и предотвращения конфликтов на межнациональной и религиозной почве; разработка предложений по совершенствованию законодательства о свободе со вести;
2. развитие общественных связей с отечественными и зарубежными учеными, экспертами и специалистами, исследовательскими центрами, государственными ведомствами и учреждениями, неправительственными организациями и объединениями, заинтересованными в совместной деятельности, отвечающей целям ХМКК;
3. организация и проведение по вопросам своей уставной деятельности международных конференций, семинаров, симпозиумов и иных мероприятий в России и за рубежом;
4. информирование российской и международной общественности об опыте урегулирования межрелигиозных конфликтов и развитии конструктивного диалога; подготовка, издание и распространение книг, брошюр, докладов, бюллетеней и иных печатных материалов, организация радио и телевизионных передач, публичных лекций и семинаров;
5. содействие в проведении двусторонних и многосторонних межконфессиональных консультаций и осуществление иных форм и видов деятельности, призванных содействовать развитию сотрудничества христианских церквей.